# Dialectes del romanès
Els dialectes del romanès (en romanès: subdialecte o graiuri) són les diverses varietats regionals de la llengua romanesa (daco-romanès). Els dialectes es divideixen en dos tipus, el del nord i el del sud, però les subdivisions addicionals són menys clares, de manera que el nombre de dialectes varia entre dos i de vegades vint. Els treballs més recents semblen afavorir una sèrie de tres dialectes clars, corresponents a les regions de Valàquia, Moldàvia i Banat (tots els quals s'estenen a Transsilvània), i un grup addicional de varietats que cobreix la resta de Transsilvània, dues de les quals són més clarament distingits, a Crișana i Maramureș, és a dir, un total de cinc.
Els principals criteris utilitzats en la seva classificació són els trets fonètics. Menys importància tenen les particularitats morfològiques, sintàctiques i lèxiques, ja que són massa petites per oferir distincions clares.
Tots els dialectes romanesos són mútuament intel·ligibles.

## Terminologia
El terme dialecte de vegades s'evita quan es parla de les varietats daco-romaneses, especialment pels lingüistes romanesos, que consideren el daco-romanès, l'aromanès, el megleno-romanès i l'istro-romanès com a "dialectes" d'una sola llengua romanesa. Els lingüistes romanesos han adoptat l'ús en llengua francesa i alemanya del terme "dialecte". El terme fa referència a una llengua estretament relacionada, però separada que està estretament lligada, per raons culturals i històriques, a una determinada llengua de referència.

## Criteris
Els primers estudis dialectals del romanès van tendir a dividir la llengua segons les regions administratives, que al seu torn es basaven normalment en províncies històriques. Això va portar a vegades a divisions en tres varietats, valaca, moldava i transsilvana, o quatre, afegint-ne una per a Banat. Aquestes classificacions van quedar obsoletes pels estudis posteriors, més rigorosos, basats en un coneixement més aprofundit dels fets lingüístics.
La publicació d'un atles lingüístic del romanès per Gustav Weigand l'any 1908 i més tard, en el període d'entreguerres, d'una sèrie d'atles dialectals per un equip de lingüistes romanesos, que contenen dades detallades i sistemàtiques recollides a través de les zones habitades pels romanesos, va permetre als investigadors elaborar descripcions dialectals més fiables de la llengua.
Els criteris que van tenir més pes per establir la classificació dialectal van ser els trets fonètics regulars, en particular fenòmens com la palatalització, la monoftongització, els canvis vocàlics, etc. Només secundàriament es van utilitzar particularitats morfològiques, sobretot quan els trets fonètics es van mostrar insuficients. Les particularitats lèxiques eren les que menys es van confiar.

### Criteris fonètics
En les classificacions dialectals només s'han considerat els trets fonètics més sistemàtics, com ara les següents.
- Fricatització i palatalització de les africades [t͡ʃ, d͡ʒ]
- Tancament de l'àton no inicial [e] a [i]
- Tancament de la final de paraula [ə] a [ɨ]
- Obertura de [ə] a [a]
- Monoftongització de [e̯a] a [e] o [ɛ] quan la síl·laba següent conté [e]
- Pronunciació de [e] i [i] després de fricatives [s z ʃ ʒ] i africada [t͡s]
- Pronunciació de [e] després de labials;
- Pronunciació de les paraules cîine, mîine, pîine amb [ɨj] o [ɨ]
- Presència d'un final xiuxiuejat [u]
- El grau de palatalització dels labials
- El grau de palatalització de les dents
- Palatalització de les fricatives [s z] i les africades [t͡s]
- Palatalització de les fricatives [ʃ ʒ]

Per facilitar la presentació, algunes de les característiques fonètiques anteriors es descriuen prenent com a referència la pronunciació romanesa estàndard, tot i que en les caracteritzacions dialectals aquesta referència no és necessàriament i, etimològicament parlant, el procés podria haver tingut la direcció contrària. Un criteri com ara "tancament de la final de paraula [ə] a [ɨ]" s'ha d'entendre que significa que alguns dialectes romanesos tenen [ɨ] en posicions finals de paraula on d'altres tenen [ə] (compareu, per exemple, el moldau [ˈmamɨ] vs [ˈmamə], tots dos signifiquen "mare").
El procés fonètic més important que ajuda a distingir els dialectes romanesos es refereix a les consonants pronunciades en romanès estàndard com les africades [t͡ʃ] i [d͡ʒ] :
- En el dialecte valac segueixen sent africades.
- En el dialecte moldau esdevenen les fricatives [ʃ, ʒ] .
- En el dialecte del banat esdevenen les fricatives palatals [ʃʲ, ʒʲ].
- A les varietats de Transsilvània divergeixen: [t͡ʃ] segueix sent una africada, mentre que [d͡ʒ] es converteix en [ʒ] .

## Classificació

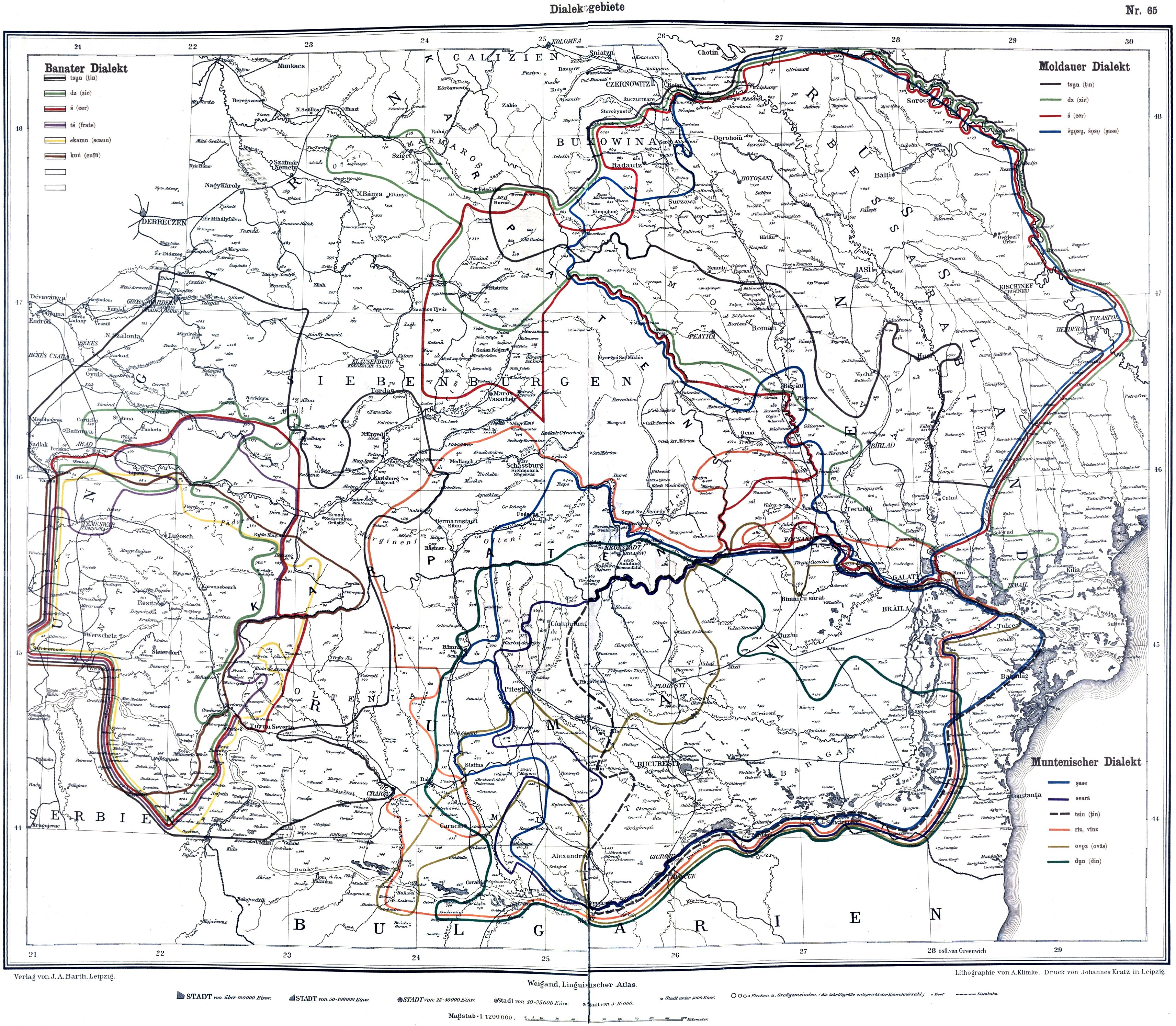
Un mapa primerenc que representa un sistema de tres dialectes, publicat per Gustav Weigand el 1908. El mapa mostra les isoglosses corresponents a la pronunciació d'unes poques paraules.

Els dialectes romanesos han demostrat ser difícils de classificar i són molt debatuts. Diversos autors, tenint en compte diversos criteris de classificació, van arribar a diferents classificacions i van dividir la llengua en dos a cinc dialectes, però ocasionalment fins a vint:
- 2 dialectes: valac, moldau;[7]
- 3 dialectes: valac, moldau, banat;[8]
- 4 dialectes: valac, moldau, banat, crișana;[9]
- 4 dialectes: valac, moldau, Banat–Hunedoara, nord de Transsilvània;[10]
- 5 dialectes: valac, moldau, banat, crișana, maramureș.[11]
- 20 dialectes.[12]

La majoria de les classificacions modernes divideixen els dialectes romanesos en dos tipus, del sud i del nord, dividits de la següent manera:
- El tipus sud només té un membre:
  - El dialecte valac (subdialectul muntean o graiul muntean), parlat a la part sud de Romania, a les regions històriques de Muntènia, Oltènia, Dobruja (la part meridional), però que s'estén també a la part meridional de Transsilvània. L'ortoèpia així com els altres aspectes del romanès estàndard es basen en gran manera en aquest dialecte.[13]
- El tipus del nord consta de diversos dialectes:
  - El dialecte moldau (subdialectul moldovean o graiul moldovean), parlat a la regió històrica de Moldàvia, ara dividit entre Romania, la República de Moldàvia i Ucraïna (Bucovina i Bessaràbia[14]), així com el nord de Dobruja
  - El dialecte de Banat (subdialectul bănățean o graiul bănățean), parlat a la regió històrica del Banat, incloses parts de Sèrbia
  - Un grup de varietats de Transilvania (graiuri transilvănene), entre les quals sovint es distingeixen dues o tres varietats, les de Crișana (graiul crișean), Maramureș (graiul maramureșean), i de vegades Oaș (graiul oșean). Aquesta distinció, però, és més difícil de fer que per als altres dialectes, ja que les varietats de Transsilvània estan molt més finament dividides i mostren trets que demostren que són varietats de transició dels dialectes veïns.

## Argots i formes de parla
La llengua romanesa ha desenvolupat alguns argots i formes de parla peculiars. Un exemple és el Gumuțeasca, parlat per la gent de la comuna de Mărgău perquè els forasters no els poguessin entendre quan es dirigien a ciutats més grans per vendre els seus productes de vidre tradicionals. Té milers de paraules i un vocabulari ric que difereix molt del romanès. Un altre exemple és la totoiana, parlada al poble de Totoi. Consisteix en la inversió de paraules romaneses i és inintel·ligible per als parlants romanesos normals, però es desconeix el seu origen.